# Biała (zámek)
Zámek Biała se nachází ve městě Biała v Opolském vojvodství nedaleko od města Prudnik. Zámek stojí poblíž hradeb v severní části města.

## Historie

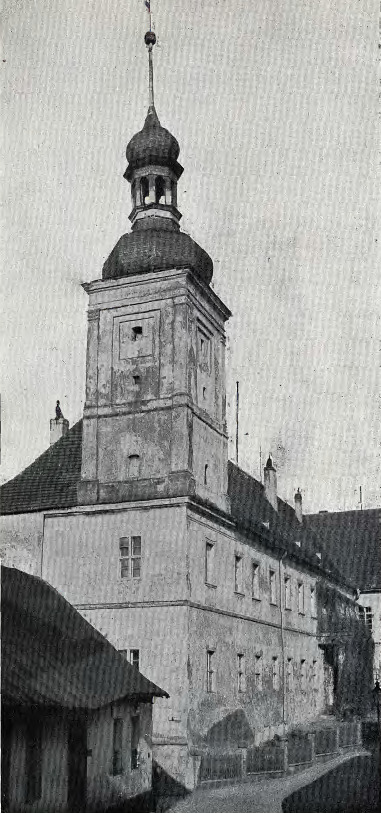
Zámek v roce 1925

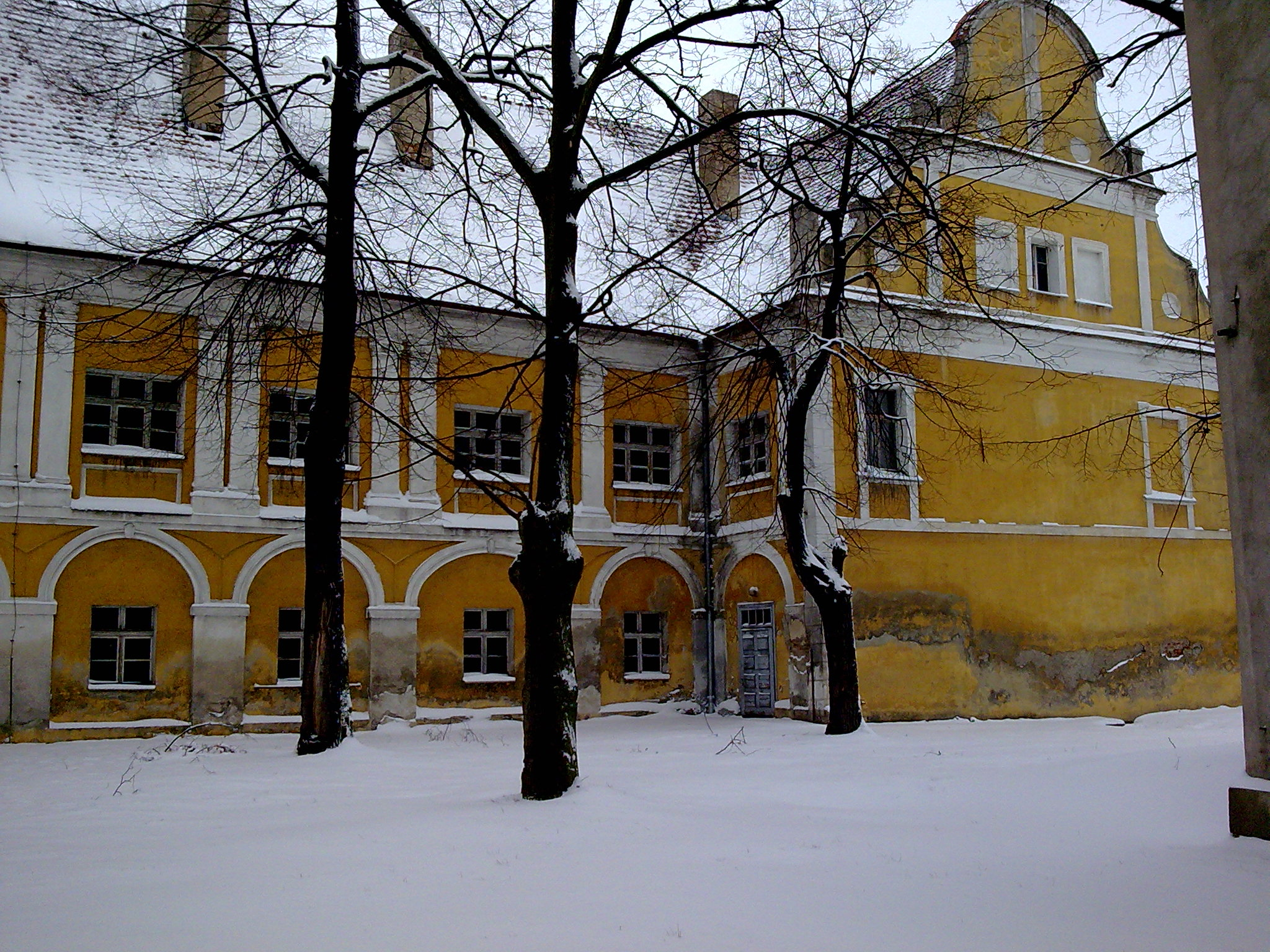

V místě současného zámku stával původně hrad, který je prvně zmíněn v roce 1225. Hrad se nacházel na okraji Opolského knížectví a byl sídlem kastelánie. Do roku 1532 patřil hrad a město s okolními vesnicemi Piastovcům. Současný zámek byl postaven v 16. století z iniciativy opolských knížat. V roce 1564 získal panství Jiří IV. Pruskovský z Pruskova. 
V letech 1638 až 1640 proběhla barokní přestavba zámku. Majitel panství Jan Kryštof Pruskovský nechal přistavět jižní křídlo zámku, později přibylo západní křídlo s hranolovou věží v nároží. V roce 1747 prodala vdova po Antonínu Pruskovském panství za 158 000 tolarů Bartoloměji von Oderfeld. Poté v roce 1756 Bartolomej von Oderfeld prodal panství za 170 000 tolarů hraběti Rudolfu Matuschkovi.
V 19. století byl zámek rozšířen a opravován. V roce 1872 zámek koupilo město Biała. V letech 1875 až 1925 byl na zámku učitelský seminář. Zámek byl poté do roku 1934 využíván jako dívčí škola a do roku 1945 jako střední škola. Zámek je od roku 1987 komerčním zařízením a je v soukromém vlastnictví.

## Architektura
Zámek má architektonické prvky z období raného baroka a renesance. Dvoupatrová budova se sedlovou střechou má půdorys ve tvaru písmene F. Na západní straně je čtyřpatrová zámecká věž čtvercového půdorysu, která byla postavena v 18. století. Na bočním průčelí jižního křídla je dvoupatrový štít. Ze dvora jsou patrné slepé půlkruhové arkády. Ve spodní části severního průčelí se zachoval motiv gotické zdi.